# Rancourt, Vosges
Rancourt är en kommun i departementet Vosges i regionen Grand Est (tidigare regionen Lorraine) i nordöstra Frankrike. Kommunen ligger i kantonen Vittel som tillhör arrondissementet Neufchâteau. År 2022 hade Rancourt 76 invånare.

## Befolkningsutveckling
Antalet invånare i kommunen Rancourt
| Referens: INSEE |